# Vejstrup Kirke (Svendborg Kommune)
 Denne artikel omhandler Vejstrup Kirke ved Svendborg. Ikke at forveksle med Vejstrup Valgmenighedskirke. Der findes også en Vejstrup Kirke ved Kolding
Vejstrup Kirke er sognekirke i Vejstrup Sogn (Svendborg Kommune).
Kirken fremtræder som en gotisk langhusbygning med et lille tårn bygget på piller mod vest og med våbenhus mod syd.

## Kirkeskib
Kirkeskibet ’Saga’ er doneret af skibsreder A.E. Sørensen og er en model af hans første skib: barkentine Saga af Marstal. Skibet er indviet i kirken 12. december 1982. Modellen er udført af maler Ove Andersen, Slagelse.
- Skonnerten Saga
- Saga i kirkerummet

## Eksterne kilder og henvisninger
- Vejstrup Kirke hos KortTilKirken.dk